# Wilf Carter (futbolista)
Wilfred "Wilf" Carter (4 de octubre de 1933 - agosto de 2013) fue un futbolista inglés que jugó como delantero. Fue parte de la liga de fútbol de West Bromwich Albion, Plymouth Argyle y Exeter City. Carter podía jugar de interior y delantero centro.
Fue un goleador y marcó 5 goles en un partido el 27 de diciembre de 1960 para Plymouth Argyle contra Charlton Athletic. Está en segundo lugar en la lista histórica de goleadores de Plymouth Argyle, anotando 134 goles en partidos de liga y 148 goles en todos los partidos. Murió en agosto de 2013.

## Clubes
| Club              | País       | Año         | Partidos | Goles |
| ----------------- | ---------- | ----------- | -------- | ----- |
| West Bromwich AFC | Inglaterra | 1951 - 1957 | 57       | 12    |
| Plymouth Argyle   | Inglaterra | 1957 - 1964 | 254      | 134   |
| Exeter City FC    | Inglaterra | 1964 - 1967 | 48       | 6     |
| Bath City         | Inglaterra | 1966 - 1970 | ¿?       | ¿?    |